# Jan van Mandeville

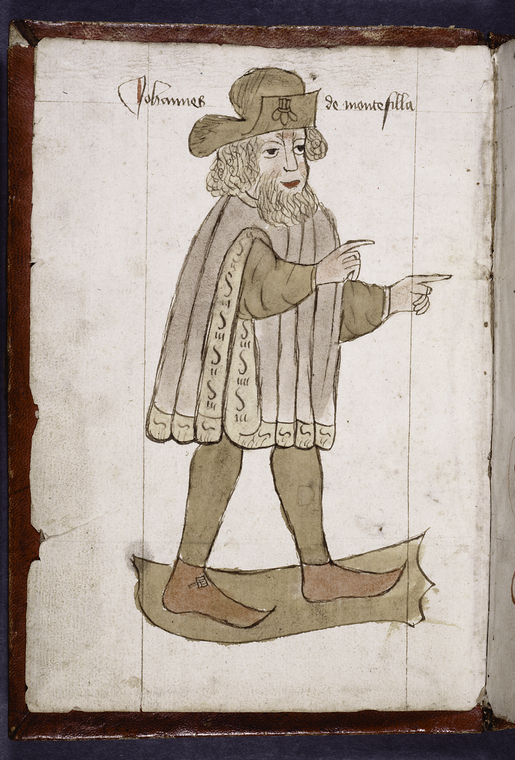
Portret van Jan van Mandeville uit 1459

Jan van Mandeville (Frans: Jehan de Mandeville) was de aangenomen naam van de 14de-eeuwse verteller en mogelijk de schrijver van een boek met fictieve reisverhalen in het Middelfrans. Dit boek met als titel Les Voyages de Jehan de Mandeville ("De reizen van Jan van Mandeville") werd vermoedelijk in 1356 geschreven. Het boek bereikte een grote populariteit en werd zowel in het Latijn als in nagenoeg alle West-Europese volkstalen vertaald. Het was onder meer een inspiratiebron voor Christoffel Columbus.

## Over de auteur
Over de persoon van Jan van Mandeville bestaat tot op heden weinig tot geen zekerheid. Tot in de 19de eeuw werd de biografische informatie uit zijn reisverhaal voor waar aangenomen. Hierin staat te lezen dat hij een ridder zou zijn, afkomstig uit het Engelse Sint Albans, die in 1322 een grote wereldreis zou hebben ondernomen en die 34 jaren na dato, in 1356, te boek zou hebben gesteld. Een 16de-eeuwse inscriptie op een van de zuilen van de plaatselijke abdijkerk zou zijn Engelse afkomst ondersteunen.
Op gezag van de Luikse kroniekschrijver Jean d'Outremeuse (1338-1400) in diens werk Myreur des histors werd Mandeville door velen lange tijd vereenzelvigd met de Luikse medicus Jehan de Bourgogne, een identiteit die hij aangenomen zou hebben nadat hij een moord zou hebben gepleegd op een Engelse graaf. Hij zou in 1372 zijn gestorven en zijn begraven in de Wilhelmietenkerk in Luik waar zijn graf veel bezoekers aantrok, onder wie de beroemde geograaf Abraham Ortelius (1527-1598). Later werd aangetoond dat deze vereenzelviging onterecht was.
Systematische bronnenvergelijking zette de bovenstaande beweringen echter op losse schroeven. Zo bleek dat Mandeville niet de ‘vader van het Engelse proza’ was, zoals men in Engeland vaak dacht, maar dat hij zijn tekst in het Middelfrans had geschreven. Observaties die hij gedaan zou hebben, waren aantoonbaar onjuist, en er was royaal informatie overgenomen uit andere werken. Er werd dan ook al snel getwijfeld aan de juistheid van de biografische gegevens die de auteur verstrekt, zodat uiteindelijk niet alleen Mandevilles auteurschap, maar zijn bestaan zelf in twijfel werd getrokken.  
Op dit ogenblik tekent zich een consensus af over het volgende: de auteur van de Le Livre de Jehan de Mandeville was mogelijk geen ridder, het is allerminst zeker dat hij Mandeville heette of dat hij uit Engeland afkomstig was, en hij heeft zeker niet zoveel gereisd als hij in zijn werk laat uitschijnen. Zijn identiteit blijft tot op heden in schaduwen gehuld.

## Werk

### Inhoud
Mandevilles reis uit 1356 kan opgedeeld worden in twee delen. In het eerste deel worden verschillende reisroutes beschreven via het Byzantijnse Rijk, Klein-Azië naar het Heilige Land, de Sinaïwoestijn en Egypte. De geografische namen in dit stuk kunnen redelijk goed gesitueerd worden op een kaart. In het tweede deel, dat het Verre Oosten (India, China en andere oostelijk gelegen gebieden en eilanden) beschrijft, is dit veel minder het geval. Het relaas wordt ook ongeloofwaardiger. Zo geeft Mandeville aan dat er op bepaalde eilanden mensen leven met slechts één oog, één enkele gigantische voet of hondenkoppen.
De reizen zijn beschreven in een stijl die voor die tijd als zeer modern werd ervaren. Ze zijn vrij sober en realistisch maar toch met veel afwisseling geschreven. De Mandeville was zijn tijd vooruit, zo sloot hij een reis rond de wereld niet uit. Het boek dat een hoge literaire kwaliteit had werd gepubliceerd tussen 1357 en 1371.
In de Middeleeuwen lijkt Le Livre de Jehan de Mandeville voornamelijk gediend te hebben als een voor leken bedoelde inleiding in de aardrijkskunde. Zelfs Christoffel Columbus zou een exemplaar mee hebben gehad op zijn ontdekkingsreizen. Vermoedelijk heeft het fantasierijke karakter van Mandevilles reis ertoe bijgedragen dat het werk ook lang na de middeleeuwen populair is gebleven.

### De rol van de ik
Aan de hand van de beschrijvingen die de auteur geeft, valt zeer sterk te betwijfelen of hij werkelijk gereisd heeft. Zijn oproep aan de lezers om zijn werk te verbeteren of aan te passen, duidt erop dat hij mogelijk zelf twijfelde aan de waarheidsgetrouwheid van een aantal elementen in zijn relaas. Toch komen er geregeld ik-passages in voor, die de lezer moeten overtuigen van de authenticiteit en de geloofwaardigheid van het verhaal. De reis is dus een pseudo-ooggetuigenverslag, waarbij een groot deel van de beschrijvingen gebaseerd is op teksten van andere auteurs. Er is dus een significant verschil tussen de effectieve auteur van het boek en de verteller die het reisverhaal uit de doeken doet en overigens slechts van tijd tot tijd in de ik-vorm in zijn tekst verschijnt..

### Gebruikte bronnen
Mandevilles reisverhaal is gebaseerd op een twintigtal bronnen, waardoor de auteur eerder de rol van compilator heeft vervuld, dan die van verslaggever. Als het verhaal persoonlijke waarnemingen of ervaringen bevat, dan moeten deze in het eerste deel gezocht worden. Toch mag de eigen inbreng ook in dit deel niet overschat worden: zo is het lang als authentiek bestempelde gesprek over de christenen en de joden, dat Mandeville gehad zou hebben met de sultan van Egypte, waarschijnlijk geïnspireerd door een passage uit de Dialogus miraculorum van de cisterciënzer Caesarius van Heisterbach (ca. 1180-ca. 1240), een werk dat bijna anderhalve eeuw ouder is.
Het eerste deel van Le Livre de Jehan de Mandeville is voornamelijk gebaseerd op het Latijnse reisverhaal van de Duitse dominicaan Willem van Boldensele († 1339), die rond 1332-1333 zijn tocht naar het Beloofde land ondernam en in 1337 daarover een verslag schreef. Zo is er onder andere gebruikgemaakt van Boldenseles beschrijving van Constantinopel, Kreta, Rhodos, Egypte, de Sinaïwoestijn en het Heilig Land.
Het tweede gedeelte van Mandevilles reis, zijn tocht door het Verre Oosten, leunt heel erg aan bij het reisverslag van de minderbroeder Odoricus van Pordenone (1286-1331). Odoricus reisde door het Oosten voor een kersteningsmissie en dicteerde na zijn terugkeer in 1330 zijn belevenissen aan een medebroeder. Aan dit reisverslag is heel veel ontleend.
De verhalen van Willem van Boldensele en Odoricus zijn echter niet de enige bronnen voor dit verhaal. Het encyclopedische werk Le livre du trésor van Brunetto Latini (ca. 1220-1294) vormde een belangrijke inspiratiebron en ook uit Vincentius van Beauvais' (1190-1264) allesomvattende encyclopedie Speculum Maius werd veelvuldig geput. Doordat Vincentius’ Speculum de kennis van een heel scala aan klassieke denkers bundelde, zoals Plinius de Oudere, Solinus, Hiëronymus, belandden er ook veel denkbeelden uit de oudheid in Mandevilles Livre. De wonderlijke verhalen van de fabelachtige monsters zijn daar een voorbeeld van.
Naast deze vier hoofdbronnen haalde de auteur, voornamelijk voor beschrijvingen van de Grote Khan van China, inspiratie bij de pauselijke gezant Giovanni del Piano Carpini die in 1245 een reis maakte naar het Verre Oosten. De passages over de "Tataren", dat wil zeggen Mongolen, zijn hoofdzakelijk schatplichtig aan de 13de-eeuwse Armeense monnik Hayton van Korykos, die met La Flor des Estoires d’Orient een geschiedenis schreef van dat volk. Of Marco Polo's beroemde relaas van zijn reis naar Perzië, Indië en China invloed heeft uitgeoefend, is minder waarschijnlijk.
Verder ging Mandeville eveneens te rade bij de Bijbel en bij bronnen uit de oudheid. Mandevilles opvattingen over de kosmos zijn bijvoorbeeld schatplichtig aan Macrobius' commentaar op de Somnium Scipionis (De droom van Scipio) van Cicero uit de eerste eeuw voor Christus. Een andere belangrijke bron waren ook de Etymologiae van Isidorus van Sevilla.

## Verspreiding
Oorspronkelijk was het werk in het Anglo-Normandisch geschreven en binnen dezelfde eeuw ontstonden er nog vertalingen in het Engels, het Middelfrans en het Latijn. In de jaren 1420 bestonden er al vertalingen in het Duits, Vlaams, Tsjechisch, het Castiliaans en het Aragonees. Voor 1470 werd het werk nog in het Deens, Italiaans en Gaelic vertaald. In totaal zijn zo'n 300 handschriften van het werk bekend, waaronder zes in het Vlaams. In deze taal zijn uit de periode tussen 1470 en de 18de eeuw vierentwintig verschillende boekdrukken bekend.

### Originele versie
Dat Le Livre de Jehan de Mandeville oorspronkelijk in het Middelfrans (en niet in het Engels) geschreven is, staat nu wel vast. Doorgaans wordt aangenomen dat het werk geschreven is in het Anglo-Normandisch, het Frans dat gesproken werd op de Britse Eilanden na de bezetting door Willem de Veroveraar in het midden van de 11de eeuw. Er zijn echter ook voorstanders van de theorie dat het werk oorspronkelijk opgesteld zou zijn in het continentale Frans. Lange tijd beschouwde men ook een Luikse versie als de oorspronkelijke.
Van de continentale tekst zijn er 33 en van de Anglo-Normandische 21 manuscripten overgeleverd. Deze laatste versie diende als bron voor de Engelse vertalingen, die Mandeville lange tijd de eretitel 'vader van het Engelse proza' bezorgden. De Luikse versie, die door velen toegeschreven wordt aan Jean d’Outremeuse en waarvan er zeven manuscripten voorhanden zijn, bevat onder andere een extra passage over Ogier de Deen.

### Vertalingen en manuscripten

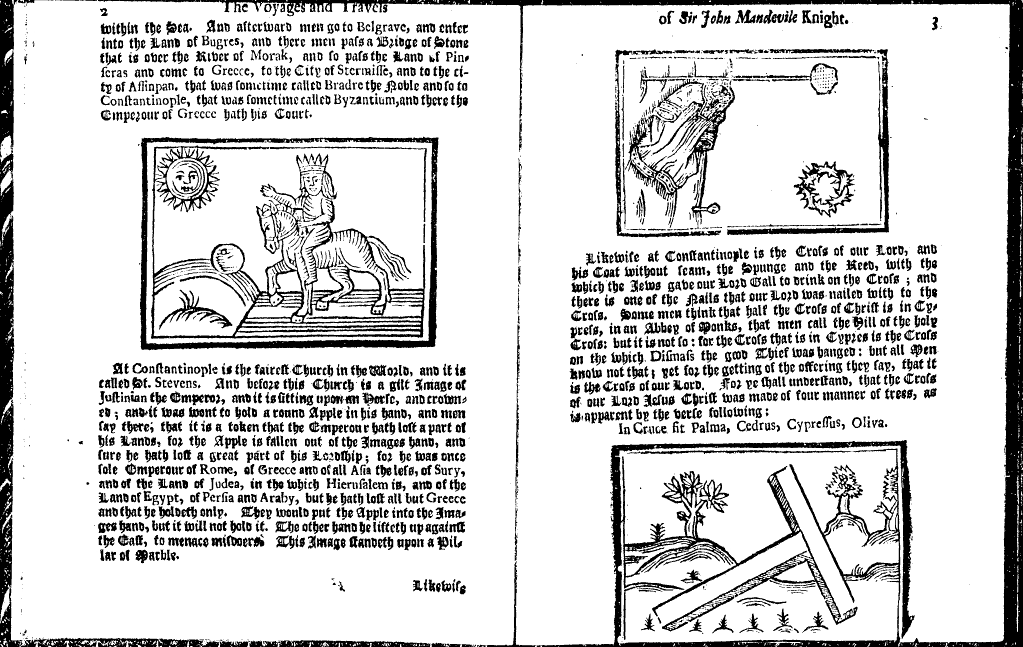
Een blad uit een Engelse vertaling van het werk Voyages uit 1696

Le Livre de Jehan de Mandeville werd in liefst tien talen vertaald: in het Engels (vijfmaal), het Iers, het Latijn (vijfmaal), het Spaans (tweemaal), het Hoogduits (tweemaal), het Nederduits, het Tsjechisch, het Italiaans, het Deens en het Nederlands (tweemaal). Met alle vertalingen inbegrepen is het werk in meer dan 250 handschriften overgeleverd, en in 90 drukken van vóór 1600. Tegen de 17de eeuw echter daalt de achting voor middeleeuwse werken in het algemeen en voor Mandevilles werk in het bijzonder.
Van de vijf Latijnse vertalingen was de populairste een adaptatie van de Luikse versie waarin stevig opgekomen wordt voor het christendom. De vijf Engelse vertalingen zijn samen in veertig manuscripten overgeleverd. De twee Hoogduitse vertalingen zijn van de hand van Michel Velser (veertig manuscripten) en Otto von Diemeringen (vijfenveertig manuscripten). Velser bewerkte de continentaal-Franse versie, met extra uitleg om de geloofwaardigheid van het werk te versterken. Otto von Diemeringen ging met de Luikse versie aan de slag en verschoof verschillende passages over het geloof van christenen, joden en moslims naar het einde.

## De Middelnederlandse vertalingen

### Handschriften
In het Nederlands zijn twee vertalingen van de Le Livre de Jehan de Mandeville bewaard. Eén vertaling omvatte het hele werk, de tweede is vermoedelijk onvoltooid gebleven.

### Eerste vertaling in het Nederlands
- Brussel, KBR, 720-22 (ca. 1434)

Dit handschrift is afkomstig uit het regulierenklooster van Sint-Maartensdal te Leuven en bevat naast De reizen van Jan van Mandeville ook de Rijmbijbel van Jacob van Maerlant.
- Göttingen, Niedersächsische Staats- und Universitätsbibliothek, Hist. 823b (15de eeuw, onvolledig)

- 's Gravenhage, KB, 131 B 14 (1462) - zie deze gedigitaliseerde versie

Van dit papieren manuscript is ook de kopiist bekend: een Hollands edelman genaamd Willem Ruychrock van de Werve . Een 17de-eeuwse bezitter heeft vanuit zijn afkeer tegen het rooms-katholicisme enkele wijzigingen aangebracht. Dit handschrift diende als legger voor de editie van N.A. Cramer.
- Kaapstad, National Library of South Africa, Grey Coll. 4 b 17 (ca. 1390-1430)

Dit handschrift is in de neerlandistiek pas sinds 1911 bekend. Het biedt op vele plaatsen een betere tekst dan de editie, uit 1908, van N.A. Cramer, die met dit manuscript geen rekening heeft kunnen houden.
- Lüneburg, Ratsbücherei, Hist. C Fol. 8 (15de eeuw)

Ook dit manuscript is voor N.A. Cramer onbekend gebleven.

### Tweede vertaling in het Nederlands
- Leiden, UB, BPL 14F (tweede helft 15de eeuw)

Deze vertaling is fragmentarisch gebleven (ze gaat tot kolom 44,22 in de editie-Cramer). Het handschrift volgt voor het overige de tekst van de eerste vertaling.

## Drukken
De reizen van Jan van Mandeville werden tot ver in de 18de eeuw herdrukt (tussen haakjes de vindplaats van overgeleverde exemplaren). 
- ca. 1477, Jan van Mandaville. Reysen int heilighe lant ('s-Gravenhage, Museum Meermanno-Westreenianum, I D 11; Londen, British Library, Proctor 9181, I B 48901).
- 1483, Zwolle. Geen exemplaren bekend.
- 1494, Mandevile. Antwerpen, Govaerdt Back (Londen, British Library, Proctor 9433, I A 49943[dode link]).
- 1530, Johannes de Mandeville, Reysen int heilighe lant. Antwerpen, Willem Vorsterman (Gent, UB, Hist. 8685).
- 1550, De wonderlyke Reize van Jan van Mandevyl [...] (Leiden, UB, Mij Ltk.).
- 1564, Jan Mandevyl. Antwerpen, Claes van den Wouwere, 1564 (Freiburg/Breisgau, UB).
- 1578, Antwerpen, Jan van Ghelen. Geen exemplaren bekend.
- 1586, Die wonderlijcke Reyse van Jan Mandevyl [...]. Antwerpen, Jan van Ghelen (Göttingen, Niedersächsische Staats- und Universitätsbibliothek).
- 1592, Die wonderlijcke Reyse van Jan Mandevyl [...]. Antwerpen, Weduwe van Guillaem van Parijs, 1592 ('s-Gravenhage, KB).
- ca. 1630, Amsterdam (Zürich, Stadsbibliotheek).
- 1650, Jan Bouman, Amsterdam (Londen, British Museum).
- 1656, Jan Jacobsz. Bouman, Amsterdam (Jena, UB).
- 1659, De wonderlijcke reyse van Ian Mandevijl [...]. Amsterdam, Jan Bouman (Londen, British Library, C.32.d.33:2).
- 1677, Jacobus de Bodt, Antwerpen. (Londen, British Library).
- 1697, Amsterdam.
- 16XX, De wonderlĳcke reyse van Jan van Mandevyl [...]. Verbeterde druk. 2de helft van de 17de eeuw, Jurriaen van Poolsum, Utrecht ('s-Gravenhage, KB, 544 D 53:2).
- 1705, Weduwe van Gysbert de Groot, Amsterdam.
- 1707, De wonderlĳke reyse van Jan van Mandevyl [...]. Verbeterde druk. Weduwe van Jurriaen van Poolsum, Utrecht (Utrecht, UB, 284 H 44).
- ca. 1730, Weduwe van Jacobus van Egmont, Amsterdam.
- 1734, De wonderlĳke reyse van Jan Mandevyl [...]. Weduwe van Gijsbert de Groot, Amsterdam (Amsterdam, UB, O 91-53; 's-Gravenhage, KB: 30 H 39).
- 1742, De wonderlyke reyse van Jan Mandevyl [...]. Heruitgave van de druk van 1734. Weduwe van Gijsbert de Groot, Amsterdam (Amsterdam, UB: O 05-85; 's-Gravenhage, KB, 1350 C 7).
- ca. 1750, door Martinus Verdussen, Antwerpen (Gent, UB).
- 1750, Abraham Cornelis, Amsterdam (Utrecht, UB, MAG : MOLTZER 6 A 21).
- 1752, De wonderlyke reize van Jan Mandevyl, Abraham Cornelis, Amsterdam (Rotterdam, Gemeentebibliotheek, 48 H 8).
- ca. 1765, Abraham Cornelis, Amsterdam (Leiden, UB, BKNOOG 168).
- 1779, De wonderlyke reize van Jan Mandevyl [...]. Hendrik van der Putte (erve) en Bastiaan Boekhout, Amsterdam (Leiden, UB, THYSPF 15637).
- 1785, De wonderlyke reyse van Jan Mandevyl [...]. Jan Gimblet, Gent (Leiden, UB, BKNOOG 169; Nijmegen, UB, OD 129 c 386 nr.1; 's-Gravenhage, KB, KW 2106 A 646).
- 17XX, De wonderlyke reyse van Jan Mandevyl [...]. Verbeterde druk. Laatste kwart van de 18de eeuw. Jan Gimblet, Gent. (Cambridge, University Library: Hhh.852).
- 17XX, Weduwe van Jacobus van Egmont, Amsterdam (Amsterdam, UB; Leiden, UB, Mij Ltk.; 's-Gravenhage, KB; Berlijn, Staatsbibliothek).
- 17XX/18XX, Koene, Amsterdam (Leiden, UB, Mij. Ltk.).

## Voetnoten
1. ↑  John Larner, Marco Polo and the Discovery of the World (1999). Larner schrijft op pagina 106: "Marco's Book survives in only some hundred fifty medieval manuscripts, whereas Mandeville's, written some seventy years later, is found in over three hundred". Larner onderbouwt dat getal van 300 met een voetnoot waar hij zijn bron aanhaalt. Dat is J.W. Bennet (1954), The Rediscovery of Sir John Mandeville, blz. 263-334.
2. ↑  Tzanaki, Introduction, blz. 1, eerste paragraaf
3. ↑  DBNL, Discussie over Het woord van eer J.D. Janssens, Bijdragen en Mededelingen betreffende de Geschiedenis der Nederlanden. Deel 105. DBNL. Geraadpleegd op 2 januari 2025.

- Bibsys: 90182088
- Biblioteca Nacional de España: XX879280
- Bibliothèque nationale de France: cb119142237 (data)
- Biografisch Portaal: 27462418
- Catàleg d'autoritats de noms i títols de Catalunya: 981058516174606706
- CiNii: DA01989077
- Digitale Bibliotheek voor de Nederlandse Letteren: mand009
- Gemeinsame Normdatei: 118730606
- International Standard Name Identifier: 0000 0001 1029 9577
- Library of Congress Control Number: n80119371
- Bibliotheek van het Japanse parlement: 00541318
- Nationale Bibliotheek van Tsjechië: jn20031217019
- Nationale bibliotheek van Australië: 35325301
- Nationale Bibliotheek van Israël: 987007264798905171
- Nationale Bibliotheek van Polen: a0000002765629
- Nationale en Universitaire bibliotheek Zagreb: 000501913
- Nederlandse Thesaurus van Auteursnamen: 070680124
- Réseau des bibliothèques de Suisse occidentale: 02-A000109838
- Istituto Centrale per il Catalogo Unico: RAVV052079
- LIBRIS: 74057
- Système universitaire de documentation: 027005534
- Trove: 912222
- Virtual International Authority File: 78770305
- WorldCat: E39PBJpjfqDjDXDgQh3JchpVmd

### Tekstedities
- Deluz, Christiane (uitg.), Jean de Mandeville, Le Livre des merveilles du monde. Parijs, 2000.

### Secundaire literatuur
- (en)  G. Warner, The buke of John Mandeville (1889)
- Voor deze tekst over Jan van Mandeville is (o.a.) de 11e editie van de Encyclopædia Britannica (1911: Engelstalige Wikisource) als bron gebruikt. Door tijdverloop bevindt deze editie zich in het publiek domein.
- (en)  P. Hamelius, Mandeville's travels (1919-1923, 2 delen)
- (en)  M. Letts, Mandeville's travels (1953)
- (en)  M.C. Seymour, The Bodley version of Mandeville's travels (1963)
- Luc Schepens, Jean de Mandeville in het Nationaal Biografisch Woordenboek, deel 1, kol. 695-696, Brussel, 1964
- (en)  C. Mosley, The travels of Sir John Mandeville (1983)
- Gerritsen, W.P., 'Mandeville en het astrolabium', De Nieuwe Taalgids 76 (1983), 481-495.
- (fr)  Deluz, Christiane, Le livre de Jehan de Mandeville. Une 'géographie' au XIVe siècle. Louvain-la-Neuve, 1988.
- Berings, Geert et al. (reds.), En toch was ze rond ... Middeleeuws mens- en wereldbeeld. Brussel, 1990.
- Tzanaki, R., Mandeville's medieval audiences. A study on the reception of the Book of Sir John Mandeville (1371-1550). Aldershot, 2003. doorlezen op Google Books